# Roos Jonker

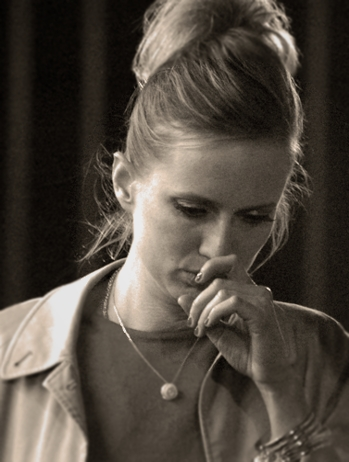
Roos Jonker (2011)

Roos Jonker (* 24. Dezember 1980 in Leiden) ist eine niederländische Jazzsängerin.

## Leben und Wirken
Jonker, die als Kind Klavier und Saxophon lernte, spielte mit 16 Jahren in ihrer ersten Band, Hot Stuff. Am Conservatorium van Amsterdam studierte sie seit 1999 Jazz und machte 2004 ihren Bachelor; 2006 absolvierte sie dort ihren Master. Sie nahm 2007 das Programm The Very Best of Swing mit dem Glenn Miller Orchestra auf und tourte ab 2008 als Leadsängerin mit dieser von Wil Salden geleiteten Formation auch durch Deutschland und Österreich. Auch arbeitete sie mit Wouter Hamel. Mit der Popgruppe We’ll Make It Right, zu der Benny Sings und Dean Tippet gehören, legte sie drei Alben vor.
2010 veröffentlichte sie ihr Debütalbum Mmmmm, auf dem sie Pop mit traditionellem Jazz kombiniert. Mit eigenem Programm trat sie 2010 beim Jazzfestival von Koh Samui in Thailand auf.
Ihr Song „By your side“ wurde in einer bundesweiten Kampagne der Apothekenkooperation „Vivesco“ (heute: Alphega) des Pharma-Großhändlers Alliance Healthcare Deutschland (vormals ANZAG) eingesetzt. 

## Diskografische Hinweise
- Mmmmm (2010)

Mit We’ll Make It Right:
- In a Cabin With (2009)
- We’ll Right It Make (2011)
- House (2014)